# Isabella Sambou

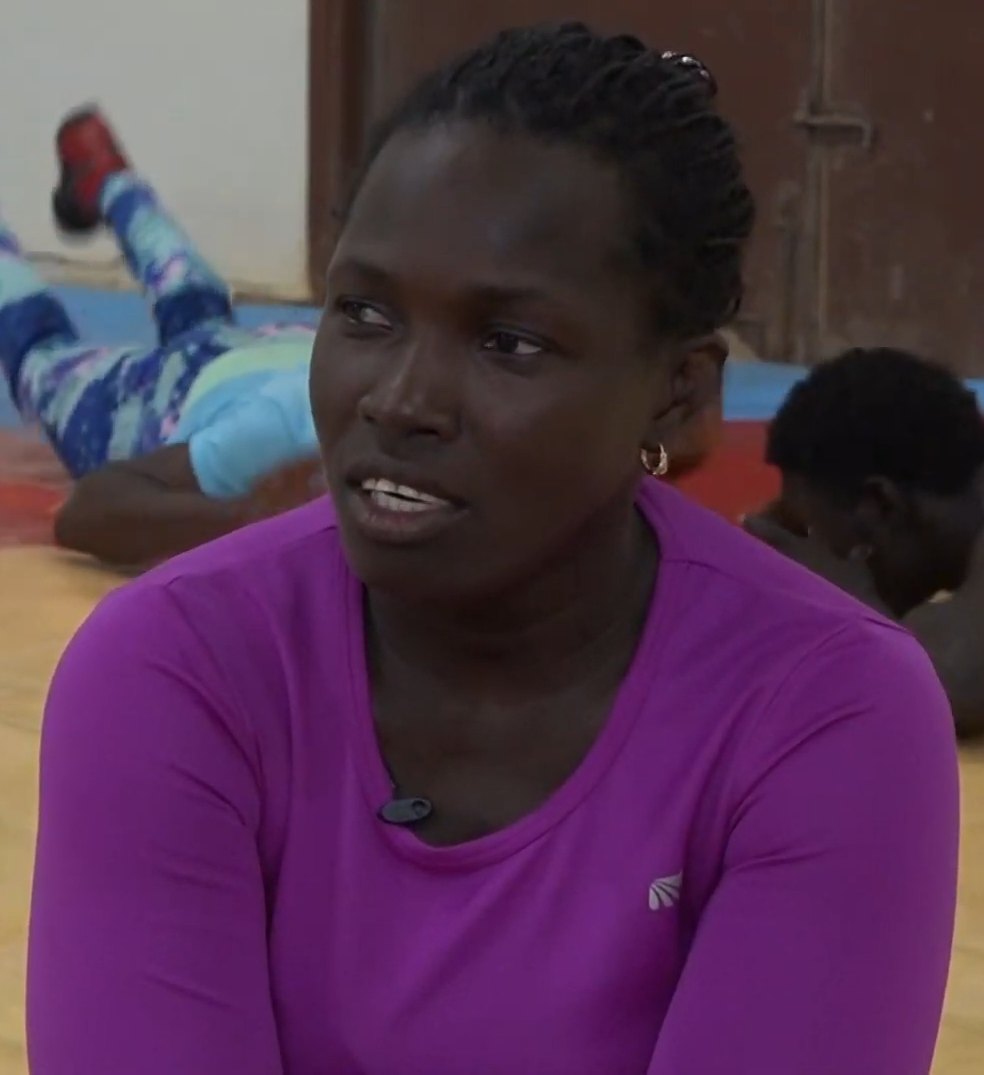
Isabelle Sambou

Isabella Sambou (* 20. Oktober 1980 in Mlomp Haer, Provinz Ziguinchor, Senegal) ist eine senegalesische Ringerin. Sie wurde 2012 Olympiafünfte in der Gewichtsklasse bis 48 kg Körpergewicht.

## Werdegang
Isabella Sambou wuchs im Senegal auf und begann 1999, also erst im Alter von 19 Jahren, mit dem Ringen. Sie entwickelte sich im Laufe der Jahre zu einer Ringerin der erweiterten Weltklasse und startet bei einer Größe von 1,53 Metern in den leichten Gewichtsklassen im Frauenringen. Zurzeit (2013) trainiert sie im FILA-Trainings-Center in Thiès. Die wichtigsten Trainer, die sie betreuten, sind bzw. waren Nikolai Minchew und Viktor Kodie.
Im Jahre 2000 startete sie erstmals bei einer Afrikameisterschaft und belegte dabei in der Gewichtsklasse bis 62 kg den 5. Platz. 2011 gewann sie bei der Afrikameisterschaft in Jadila/Marokko in der Gewichtsklasse bis 56 kg mit der Silbermedaille ihre erste Medaille bei einer internationalen Meisterschaft. 2002 startete sie auch erstmals bei einer Weltmeisterschaft. In Chalkida/Griechenland erreichte sie dabei in der Gewichtsklasse bis 55 kg mit einem Sieg und zwei Niederlagen den 10. Platz.
2004 wurde Isabelle Sambou in Kairo erstmals Afrikameisterin in der Gewichtsklasse bis 51 kg Körpergewicht. Diesen Titel gewann sie auch 2005 in Casablanca, 2006 in Kairo, 2009 in Casablanca, 2010 in Kairo, 2011 in Dakar und 2013 in N’Djamena. Sie gewann also insgesamt siebenmal die Afrikameisterschaft.
Sie versuchte sich für die Olympischen Sommerspiele 2008 in Peking zu qualifizieren. Sie musste dazu in die Gewichtsklasse bis 48 kg abtrainieren, was ihr unter großen Anstrengungen auch gelang. Sie vermochte es aber in den Qualifikationsturnieren in Edmonton und Haparanda nicht sich für diese Spiele zu qualifizieren, obwohl sie in Edmonton einen hervorragenden 5. Platz belegte. Den Traum von einer Teilnahme an Olympischen Spielen konnte sie aber im Jahre 2012 verwirklichen. Sie siegte dazu in einem Qualifikationsturnier in Marrakesch vor Maroi Mezien aus Kamerun. Auch bei den Olympischen Spielen 2012 in London selbst konnte sie überzeugen. Sie siegte dort in der Gewichtsklasse bis 48 kg über Rosalie Benie Tanoh aus der Elfenbeinküste, verlor dann gegen Hitomi Obara Sakamoto aus Japan, die spätere Olympiasiegerin, siegte dann über Maroi Mezien und unterlag in der Trostrunde im Kampf um eine der Bronzemedaillen gegen die Olympiasiegerin von 2008, Carol Huynh aus Kanada.
Isabella Sambou nahm auch an insgesamt sieben Weltmeisterschaften teil. Die beste Platzierung, die ihr dabei gelang, war ein 8. Platz bei der Ringer-Weltmeisterschaft 2010 in Moskau, wo sie in der Gewichtsklasse bis 51 kg immerhin die Chinesin Li Hui besiegte.
Im Jahre 2009 startete sie auch bei der „Beach-Wrestling“-Weltmeisterschaft der Frauen in Obsor/Bulgarien. Dabei siegte sie in der Gewichtsklasse bis 70 kg vor der Bulgarin Taybe Yusein. Der Stellenwert dieses Titels ist aber nicht sehr hoch einzuschätzen.

## Internationale Erfolge
| Jahr | Platz | Wettbewerb                                   | Gewichtsklasse | Ergebnisse |
| ---- | ----- | -------------------------------------------- | -------------- | --- |
| 2000 | 5.    | Afrikameisterschaft                          | bis 62 kg      | Siegerin: Garram Rim (Tunesien) vor Asmaa Eddahar (Marokko) |
| 2001 | 2.    | Afrikameisterschaft in Jadila/Marokko        | bis 56 kg      | hinter Salma Ferchichi (Tunesien), vor N'guessan Stephanie Kolouassi (Elfenbeinküste) |
| 2002 | 3.    | Afrikameisterschaft in Kairo                 | bis 55 kg      | hinter Salma Ferchichi und Samaia Abdellatif (Ägypten) |
| 2002 | 10.   | WM in Chalkida/Griechenland                  | bis 55 kg      | nach einer Niederlage gegen Kostantina Katerina Tsibanakou (Griechenland), einem Sieg über Suellyn Hayes (Australien) und einer Niederlage gegen Wiktorija Sagainowa (Russland)               |
| 2003 | 14.   | WM in New York                               | bis 55 kg      | nach einem Sieg über Rosa Sagintajewa (Kasachstan) und Niederlagen gegen Tetjana Lasarewa (Ukraine) und Mabel Fonseca Ramirez (Puerto Rico)                                                   |
| 2003 | 4.    | All African Games in Abuja/Nigeria           | bis 55 kg      | hinter Faiza Bejaoui (Tunesien), Hannah Samri (Nigeria) und Rasha Mohamed Eelaklawy (Ägypten)                                                                                                 |
| 2004 | 1.    | Afrikameisterschaft in Kairo                 | bis 51 kg      | vor Noue El Houda Bejaoui (Tunesien) und Kawtar Othami (Marokko) |
| 2005 | 1.    | Afrikameisterschaft in Casablanca            | bis 51 kg      | vor Dalila Rouabhia (Algerien) und Hamida Abd El Wafa (Ägypten) |
| 2006 | 2.    | Afrikameisterschaft in Pretoria              | bis 51 kg      | hinter Maria Musa (Nigeria), vor Wasille Rawafy (Tunesien) und Mpho Modi (Südafrika) |
| 2007 | 1.    | Afrikameisterschaft in Kairo                 | bis 51 kg      | vor Sammy Oziti (Nigeria) und Fatma El Zahraa (Ägypten) |
| 2007 | 2.    | All African Games in Algier                  | bis 51 kg      | hinter Hamza Naziha (Tunesien) und Maria Musa, gemeinsam mit Mpho Modi |
| 2007 | 21.   | WM in Baku                                   | bis 48 kg      | nach Niederlagen gegen Chiharu Ichō (Japan) und Stephanie Murata (USA) |
| 2008 | 5.    | Olympia-Qualif.-Turnier in Edmonton          | bis 48 kg      | hinter Elsa Tasetdinowa (Russland), Kim Hyung-joo (Südkorea), Alexandra Engelhardt (Deutschland) und Estera Dobre (Rumänien)                                                                  |
| 2008 | 18.   | Olympia-Qualif.-Turnier in Haparanda         | bis 48 kg      | Siegerin: Tatjana Amanschol-Bakatschuk (Kasachstan) vor Estera Dobre und Alexandra Engelhardt                                                                                                 |
| 2008 | 13.   | WM in Tokio                                  | bis 51 kg      | nach einer Niederlage gegen Rathi Noba (Indien) |
| 2009 | 7.    | Dan Kolow & Nikola Petrow-Memorial in Warna  | bis 55 kg      | Siegerin: Ana Maria Paval (Rumänien) vor Brittanee Laverdure (Kanada) |
| 2009 | 1.    | Afrikameisterschaft in Casablanca            | bis 51 kg      | vor Mona Samir Mahmoud (Ägypten) und Marwa Mazyani (Tunesien) |
| 2009 | 1.    | „Beach-Wrestling“-WM in Obsor/Bulgarien      | bis 70 kg      | vor Taybe Yusein (Bulgarien), Maminirina Judcael Rafaliharisolo (Madagaskar) und Zarnitze Welewa (Bulgarien)                                                                                  |
| 2009 | 11.   | WM in Herning/Dänemark                       | bis 51 kg      | nach Siegen über Hedia Trabelsi (Tunesien) und Tatjana Amanschol-Bakatschuk und einer Niederlage gegen Yuri Kai (Japan)                                                                       |
| 2010 | 1.    | Dan Kolow & Nikola Petrow-Memorial in Burgas | bis 48 kg      | vor Cristina Croitoru (Rumänien) und Filiz Cikrika (Türkei) |
| 2010 | 1.    | Afrikameisterschaft in Kairo                 | bis 51 kg      | vor Mona Samir Mahmoud und Ifeoma Nwoye, Nigeria |
| 2010 | 8.    | WM in Moskau                                 | bis 51 kg      | nach einem Sieg über Li Hui (China) und einer Niederlage gegen Tatjana Amanschol-Bakatschuk                                                                                                   |
| 2011 | 1.    | Dan Kolow & Nikola Petrow-Memorial in Sofia  | bis 51 kg      | vor Sara Fulp-Allen (USA) und Nadine Tokar (Schweiz) |
| 2011 | 5.    | „Alexander-Medwed“-Turnier in Minsk          | bis 51 kg      | Siegerin: Maria Iwanowa (Weißrussland) vor Alena Adaschinskaja (Russland) |
| 2011 | 1.    | Afrikameisterschaft in Dakar                 | bis 51 kg      | vor Mona Samir Mahmoud und Hedia Trabelsi (Libanon) |
| 2011 | 10.   | WM in Istanbul                               | bis 48 kg      | nach Siegen über Sarianne Savola (Finnland) und Cristina Croitoru und einer Niederlage gegen Carolina Castillo Hidalgo (Kolumbien)                                                            |
| 2012 | 2.    | Afrikameisterschaft in Marrakesch            | bis 48 kg      | hinter Rebecca Ndolo Muambo (Kamerun), vor Maroi Mezien (Tunesien) und Sammy Oziti |
| 2012 | 1.    | Olympia-Qualif.-Turnier in Marrakesch        | bis 48 kg      | vor Maroi Mezien, Rebecca Ndolo Muambo und Sammy Oziti |
| 2012 | 11.   | Großer Preis von Spanien in Madrid           | bis 48 kg      | Siegerin: Ljubow Salnikowa (Russland) vor Carolina Castillo Hidalgo |
| 2012 | 5.    | OS in London                                 | bis 48 kg      | nach einem Sieg über Rosalie Benie Tanoh (Elfenbeinküste), einer Niederlage gegen Hitomi Obara Sakomoto (Japan), einem Sieg über Maroi Mezien und einer Niederlage gegen Carol Huynh (Kanada) |
| 2013 | 5.    | „Iwan-Yarigin“-Memorial in Krasnojarsk       | bis 51 kg      | Siegerin: Tatjana Amanschol-Bakatschuk vor Jekaterina Sergejewna Krasnowa (Russland) |
| 2013 | 1.    | Afrikameisterschaft in N’Djamena             | bis 51 kg      | vor Folasade Adekudroye (Nigeria) und Hedia Trabelsi |
| 2013 | 3.    | Großer Preis von Spanien in Madrid           | bis 51 kg      | hinter Jessica MacDonald (Kanada) und Marina Wilmowa (Russland) |

## Erläuterungen
- alle Wettkämpfe im freien Stil
- OS = olympische Spiele, WM = Weltmeisterschaft